# Roja Danesa
Roja danesa es una raza vacuna autóctona de Dinamarca. Prestigiosa como productora de leche.

## Origen
Pertenece a la rama roja del Báltico. Se trata de una raza relativamente reciente. Apareció en el sur de Dinamarca en el siglo XIX . Procede de la fusión de razas ahora extintas: la vaca pie negro de las islas y la vaca roja del norte de Schleswig. Fue cruzada con la Angeln alemana. Su nombre apareció en 1878 en Svendborg. Esta fecha es considerada la fecha de nacimiento de la raza. 
Este origen heterogéneo ha hecho que solo los mejores individuos se hayan utilizado en el desarrollo de la raza. Esta rigurosa selección ha dado una raza lechera de gran producción. Esta eficiencia la colocó en cabeza de las razas danesas, representando hasta el 70% de los efectivos en los años 50. Posteriormente, la competencia de la  holstein la hizo caer hasta el 20%. En 1970, la asociación de ganaderos abandonó la estricta raza pura e importó sementales de la raza Brown swiss de Estados Unidos de América. El nombre de la raza se mantiene, aunque casi el 50% de los genes corresponden a la raza americana. Hoy en día, se ha reconstituido un núcleo de la raza original a partir de la semilla almacenada en los  años 60. Existen cerca de 200 vacas y  22 toros, conservados como patrimonio genético.
Sus cualidades son reconocidas internacionalmente desde principios del siglo XX. Fue exportada a todo lo largo de las orillas del  Mar Báltico para mejorar la producción de leche de las razas locales. También fue cruzada en Alemania, Bélgica y Francia.

## Morfología

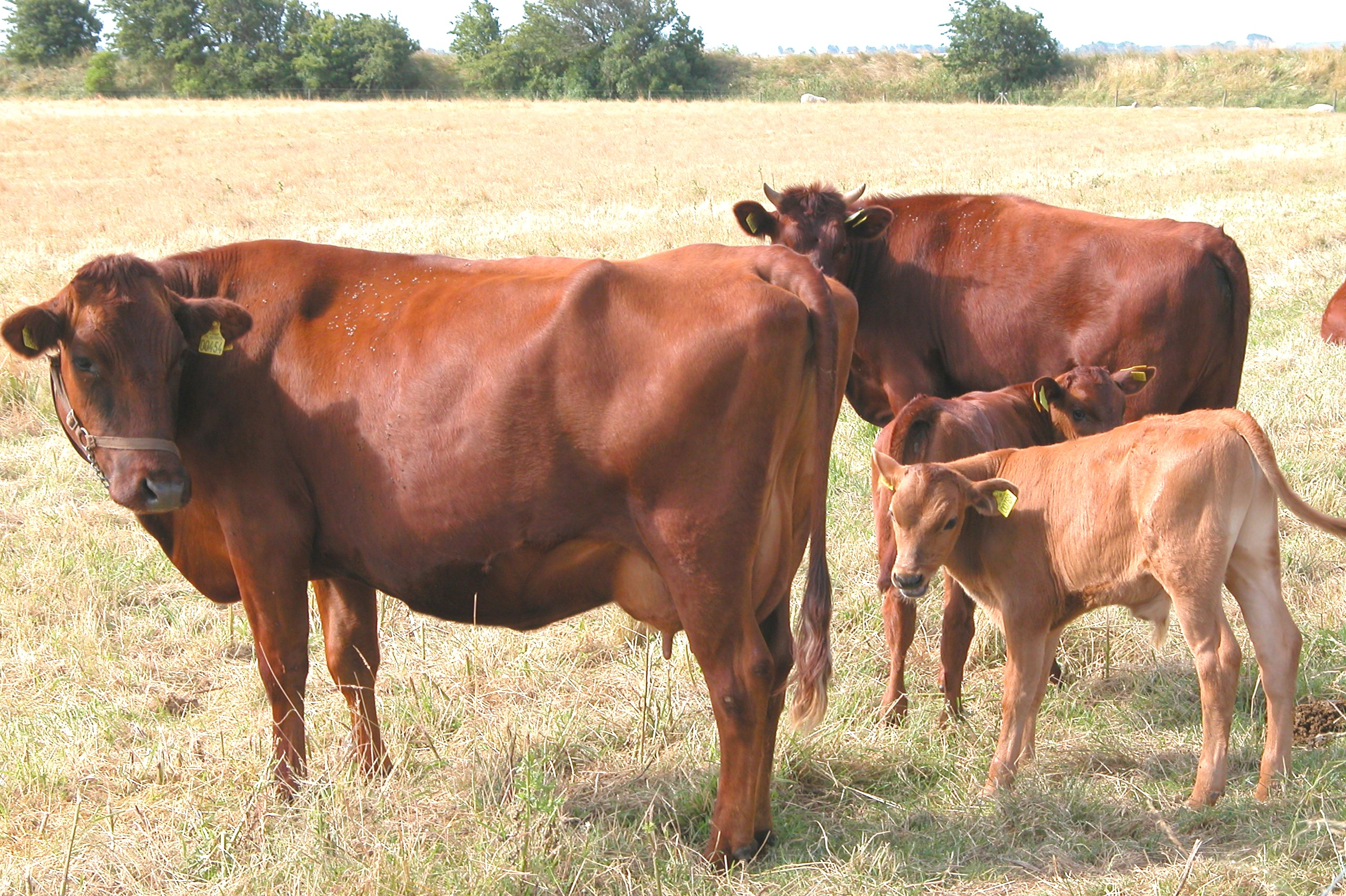
Hato de raza Roja danesa

Tiene una capa rojo caoba oscuro en todo su cuerpo, con la cabeza y las patas a veces más oscuras. Los cruces recientes hacen que se encuentren capas muy diversas, que van desde el color trigo a casi negro pasando por el rojo, el caoba o el castaño. El color es siempre uniforme, pero puede tener diferentes tonos. 
Mide 135 cm en la cruz y pesar de 600-650 kg. El macho pesa unos 1000 kg. 
El tipo de raza antiguo es un poco menor.

## Cualificaciones
Es una raza mixta clasificada principalmente como lechera. En 1977, el promedio de ordeño fue de 5200kg con una tasa de 4,17% de materia grasa. Desde entonces, la selección ha aumentado esta cifra a 8.500 kg con un récord de 12.100 kg. Menos productivas que las vacas Holstein, las vacas dan una leche más rica y apreciada.
Es una raza rústica adaptada al frío y a la humedad, que aprovecha bien el forraje, incluso el que es basto.